# Parroquia de San Felipe (León, Nicaragua)
La Parroquia de San Felipe Apóstol es una iglesia ubicada en el barrio homónimo al norte de la ciudad de León. Fue fundada como una ermita para el pueblo de San Felipe de Austria, nombrado en honor del rey de aquel entonces, y destinado para mulatos, negros libres e indios. Fue erigida como parroquia en 1872, siendo su primer párroco el Muy Ilustre Sr. Canónigo Don Gordiano Carranza, que es muy recordado por los pobladores de San Felipe. El edificio actual fue construido por el padre Carranza a mediados del siglo XIX.

## Historia
La iglesia de San Felipe se destina a ser fundada a principios de 1651, en enero o febrero, para el pueblo que se estaba diseñando para la población de indios, mulatos, mestizos y negros libres de León. El pueblo se llamó en honor del monarca reinante Don Felipe, conociéndose como San Felipe de Austria. Por eso se destinó que la parroquia fuera de la advocación del apóstol San Felipe. Para el año 1653 ya estaba en construcción la ermita primitiva de San Felipe. Finalizada la iglesia, el Gobernador la dotó de un y contaba con un sagrario dorado con la imagen del titular y patrón. Para el año 1684 la ermita estaba completada y San Felipe se había incorporado a la ciudad de León como un barrio.
El edificio primitivo era de construcción pobre y estaba dañado por los múltiples terremotos y las guerras que azotaron León. A finales del siglo XVIII o principios del XIX Fray Ramón Rojas de Jesús María construyó las ermitas de San José y Nuestra Señora de los Dolores, la primera a una corta distancia de San Felipe y la segunda al noreste de esta. Para el siglo XIX la iglesia seguía funcional pero una vez pasada la guerra nacional el estado era ruinoso. El edificio fue demolido o se desplomó debido a los daños que tenía.

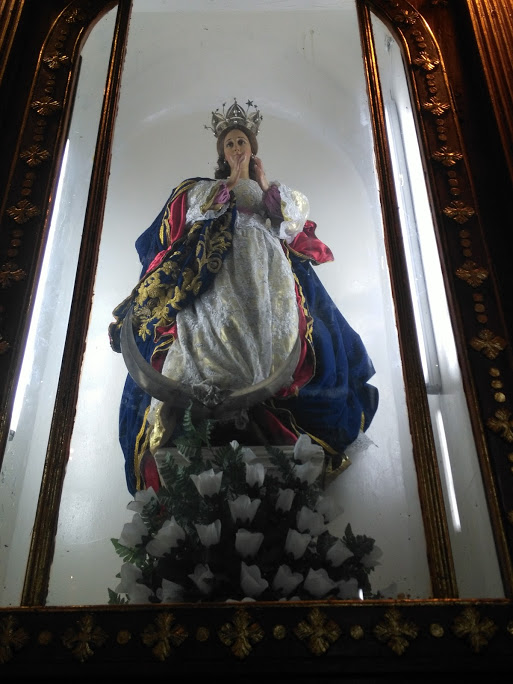
Purísima venerada en la parroquia de San Felipe.

### Historia del edificio actual
En 1832, a una corta distancia de la iglesia nace el Muy Ilustre Sr. Canónigo Don Gordiano Carranza. Sus años de diácono los sirvió en San Felipe y en enero de 1857, ya ordenado sacerdote, es nombrado cura del barrio y pueblo de San Felipe en la ciudad de León. Ese mismo año funda las Hijas de María. Para 1859 ya estaban los trabajadores levantando el nuevo templo de diseño neoclásico. En el año 1872 San Felipe es elevada a parroquia con jurisdicción sobre las ermitas de San José y la de Dolores. En diciembre de 1887 o enero de 1888 ofició en esta iglesia su primera misa el célebre presbítero Mariano Dubón. En 1909 fallece el padre Carranza. En el año 1926 sacude a León un violento terremoto que bota la torre y las imágenes de los apóstoles que tenía la iglesia en su exterior. La Ermita de Dolores fue elevada a parroquia en 1967, desvinculándose de la parroquia de San Felipe. En 1972 se celebró el centenario de San Felipe como parroquia con un año jubilar. El 10 de julio de 2008 se declaró a la parroquia de San Felipe como Patrimonio Histórico y Cultural de la Nación.

## Descripción de San Felipe

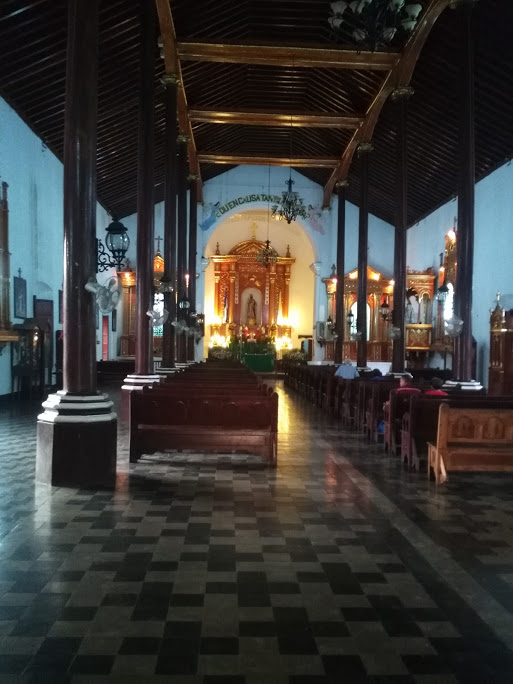
Interior de San Felipe.

Su fachada tiene una puerta principal y dos ventanas, la coronaba un frontón y una torre en el centro. A los costados lo adornaban estatuas de los doce apóstoles. El cuerpo de la iglesia es tejado y el extremo este lo corona la cúpula del presbiterio y acaba con una bóveda de cañón, bajo la cual se encuentra la sacristía. El interior el templo se encuentra de una peculiar nártex cuadrada con una bóveda, el antiguo baptisterio y otro cuarto igual a cada lado de la nártex, accesibles desde la parroquia. Hoy en día se guardan imágenes ahí y cada cuarto tiene una ventana, que son las dos de la fachada. La base de la torre antigua fue cubierta con un cucurucho y ese espacio es el campanario actual. A este se tiene acceso desde el coro alto. La parroquia de San Felipe consta de tres naves, divididas por columnas de madera. Las paredes norte y sur tienen varios nichos que Carranza llenó con imágenes que importó de Guatemala.
El retablo de la nave norte es el de la Purísima. El retablo de la nave sur fue diseñado para el Sagrado Corazón, pero últimamente se ha cambiado la imagen que ahí se guarda. El retablo mayor con el altar tenía un Cristo Crucificado antiguo. Este era uno de los tres crucificados de tamaño natural en San Felipe. El otro era el Señor de las Ánimas y el último el Señor de Esquipulas. El Señor de las Ánimas se daño, por lo que se empezó a usar el del altar mayor. En la década de los 50, se le colocó gonces a la imagen primitiva de las Ánimas y se empezó a usar como Santo Entierro. El Señor de Esquipulas se perdió.
El patrimonio con que el Padre Carranza dotó a San Felipe fue muy rico, pero con el paso del tiempo se han ido perdiendo piezas de muy rico valor. El templo contaba con más de doce ángeles y solo conserva dos de estos. Varias piezas de plata, como la corona de espinas del Señor de la Reseña, ebanistería, vestimentas de las imágenes o imágenes mismas como una Verónica, un José de Arimatea o el niño de la Virgen del Socorro se han perdido por robos y descuidos. Igualmente varias imágenes han sido vandalizadas sin ningún criterio por repintes.

## Fiestas

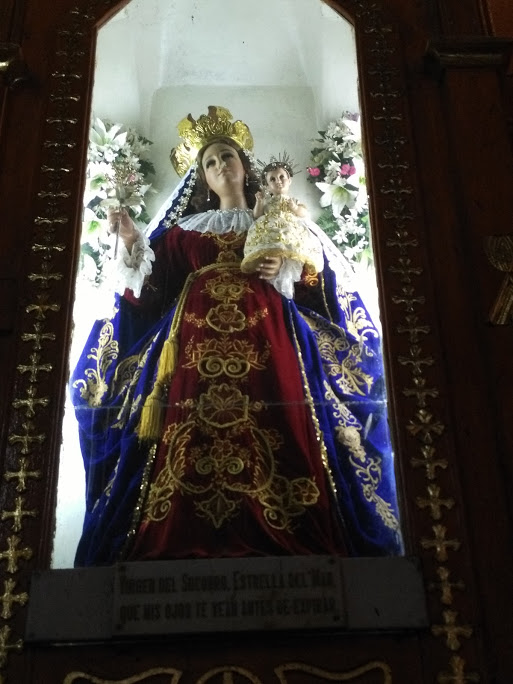
Virgen del Socorro venerada en San Felipe.

Narran los Sanfelipeños que antiguamente se celebraba en enero la Virgen del Socorro. Esta imagen ha sido de gran veneración para los sanfelipeños y leoneses en general. Su nicho está adornado con una placa de mármol que reza "Virgen del Socorro, Estrella del Mar, que mis ojos te vean antes de expirar". Una de las campanas de San Felipe es suya y además la imagen tiene ricos ajuares y multitud de milagros. Desdichadamente el Niño Dios original que portaba se perdió hace tiempo. La fiesta era grande, se construían altares con telones pintados según la tradición leonesa y uno llegó a ser del célebre pintor Antonio Sarria. La función era de gran solemnidad y le seguía una procesión en que se realizaban el baile de los mantudos y el baile de indias. Se declamaban versos marianos y tiraban pétalos de rosas. Esta celebración se ha perdido completamente.
La Cuaresma y Semana Santa sanfelipeñas son famosas en León. Los viernes de cuaresma sale el Nazareno de San Felipe en los vía crucis. Hasta hace poco el vía crucis de San Felipe acababa en la parroquia de San Juan Bautista, pero esta costumbre se perdió. Antiguamente salía en la semana de Dolores la procesión de Ánimas. Cuando un sínodo diócesano prohibió estas procesiones se pasó esta al martes santo. El Viernes de Dolores sale el Vía Crucis de Canónigos, que va con el Señor de la Reseña.
La Reseña del Dulce Nombre de Jesús es una promesa de Mons. Gordiano Carranza al Nazareno que se venera como el Señor de la Reseña por parar una peste de cólera en 1867. Sale en la mañana del lunes santo. Originalmente salía a las 4 de la mañana y era antes de misa. Al Nazareno acompaña la Dolorosa, San Juan, las piadosas mujeres y además un juego de 12 ángeles portando los emblemas de la Pasión. Al entrar la procesión se celebraba con gran solemnidad la función de ese día con Misa "de revestidos" y filarmónicos para entonar los cantos sacros. Desdichadamente se han perdido 10 de los 12 ángeles. La procesión ahora sale alrededor de las 7 de la mañana, después de misa, y tiene un recorrido más extenso.

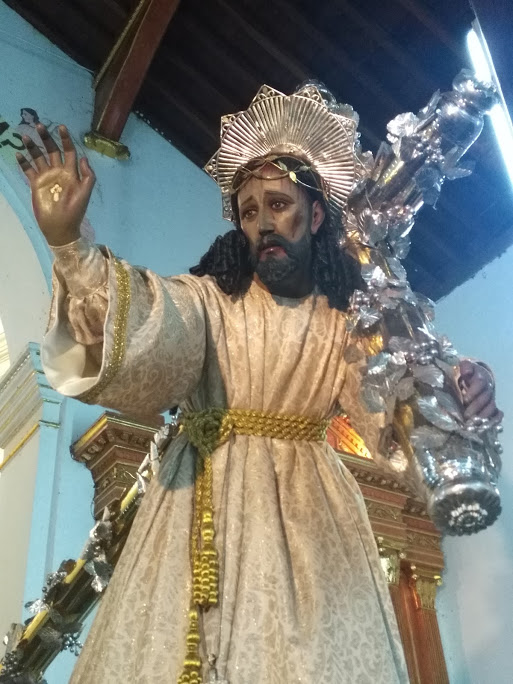
Señor de la Reseña, venerado en la parroquia de San Felipe.

El martes santos se realizaba antiguamente el sermón de las 7 palabras. En la noche de ese día salía en procesión el Señor de las Ánimas. Lo acompaña el mismo juego de Pasión (Dolorosa, San Juan, piadosas mujeres) y antes también salían 7 ángeles portando las 7 palabras. Temprano en la mañana del Viernes Santo sale el vía crucis penitencial y en la noche sale el Santo Entierro. El sábado santo sale la vuelta dolorosa.
En mayo se celebra al titular de la parroquia, San Felipe. En junio se celebra a la Virgen del Socorro, que muchos erróneamente confunden con el Perpetuo Socorro. La razón de este cambio es hasta hoy desconocida. En julio se celebra la Sangre de Cristo, que es grandemente celebrada en León y las diversas iglesias lo hacen en distintos días. La parroquia de San Felipe tenía su función de la Sangre de Cristo el último domingo de julio. El sábado anterior se realizaba la alborada con abundante quema del pólvora. La procesión es matutina y se conserva hasta hoy en día. En agosto se realiza la Gritería Chiquita con gran fervor como en todas las iglesias de León.
La fiesta de la Purísima es de gran importancia en San Felipe, ya que estas fiestas no se perdieron debido a la labor del padre Carranza. En 1857 levantó una enramada en el atrio donde colocó a la Purísima y animó al pueblo leonés a volver a realizar la gritería y purísimas como se había venido haciendo. Debido a esto muchos se confunden creyendo que el padre Carranza es el fundador de la gritería. El 8 de diciembre se realizaba antiguamente una misa campal de gran solemnidad, que tenía su acuerdo musical único, una misa de cuerdas dedicada especialmente a la Purísima de San Felipe. En la tarde salía la procesión que era acompañada por las Hijas de María y recorría varias cuadras.